# Severți, Dobrici
Severți (în bulgară Северци, în română Mursalchioi) este un sat în comuna Krușari, regiunea Dobrici, Dobrogea de Sud, Bulgaria. 
Între anii 1913-1940 a făcut parte din plasa Ezibei a județului Caliacra, România.

## Demografie
Componența etnică a satului Severți
     Turci (88,62%)
     Bulgari (10,42%)
     Nicio identificare (0,94%)
     Altele (0%)
La recensământul din 2011, populația satului Severți era de 211 locuitori. Din punct de vedere etnic, majoritatea locuitorilor (88,62%) erau turci, cu o minoritate de bulgari (10,42%). Pentru 0,94% din locuitori nu este cunoscută apartenența etnică.